# Ray Lindwall

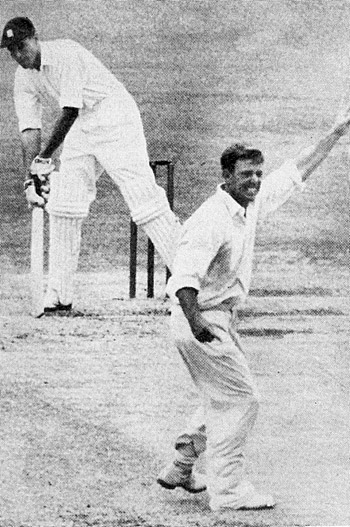
Ray Lindwall (1954)

Raymond Russell Lindwall MBE (* 3. Oktober 1921 in  Mascot, New South Wales, Australien; † 23. Juni 1996 in Brisbane, Australien) war ein australischer Cricket- und Rugby-League-Spieler. Er gilt als einer der besten Fast-Bowler in der Geschichte des Cricket. 1949 wurde er zu einem der fünf Wisden Cricketers of the Year gewählt.

## Karriere
Ray Lindwall bestritt 61 Test-Matches für Australien, bei denen er insgesamt 1502 Runs (21,15 Runs pro Wicket) und 228 Wickets erzielte. Sein Testdebüt feierte er im März 1946 gegen Neuseeland in Wellington. Bei Test-Matches gelang es Ray Lindwall insgesamt zweimal, eine Century (mindestens 100 Runs) zu erzielen. Seine erste Century erzielte er am Neujahrstag 1947 gegen England in Melbourne, die zweiten Century am 14. Mai 1955 gegen das Team der West Indies in Bridgetown, Barbados. Lindwall war neben Donald Bradman der Schlüsselspieler des australischen Teams, das 1948 in England um The Ashes spielte und als The Invincibles in die Geschichte einging. Bei dieser Testserie gegen England holte er insgesamt 27 Wickets und ließ nur 19,62 Runs pro Wicket zu. Seinen letzten Testeinsatz für Australien hatte er im Januar 1960 gegen Indien in Kalkutta.

## Sonstiges
Ray Lindwall wurde 1996 in die Australian Cricket Hall of Fame aufgenommen. Im Jahr 2010 wurde er in die ICC Cricket Hall of Fame aufgenommen. Vom Australian Cricket Board wurde er in das Team of the Century gewählt.